# Emperor Island
Emperor Island ist eine kleine Insel im Norden der Marguerite Bay vor der Fallières-Küste des Grahamlands auf der Antarktischen Halbinsel. In der Gruppe der Dion-Inseln liegt sie unmittelbar nordöstlich der Courtier Islands.
Entdeckt und kartiert wurden die Inseln dieser Gruppe 1909 bei der Fünften Französischen Antarktisexpedition (1908–1910) unter der Leitung des Polarforschers Jean-Baptiste Charcot. Der Falkland Islands Dependencies Survey nahm 1948 Vermessungen vor. Das UK Antarctic Place-Names Committee benannte sie 1955 nach der Kolonie von Kaiserpinguinen (englisch Emperor penguins) auf einem flachen Isthmus am südöstlichen Ende der Insel.